# Ula (Ula) unidens
Ula (Ula) unidens is een tweevleugelige uit de familie Pediciidae. De soort komt voor in het Oriëntaals gebied.